# Lac Rotorua
Le lac Rotorua le second plus large lac de l'Île du Nord de la Nouvelle-Zélande.

## Situation
Par sa surface, qui couvre 79,8 km², mais avec une profondeur moyenne de seulement 10 mètres, il est considérablement plus petit que son voisin le lac Tarawera en termes de volume d’eau accumulée. Il est localisé dans la région de la baie de L’Abondance. La ville de Rotorua est installée sur sa berge sud et la ville de Ngongotaha sur le coin ouest du lac.

## Géologie
Le lac fut formé à partir du cratère d’un large volcan de la zone volcanique de Taupo.  Sa dernière éruption majeure date d’il y a 240 000 ans.  Après l’éruption, la chambre magmatique située sous le volcan s’est effondrée.  La dépression circulaire a laissé derrière elle la caldeira de Rotorua, qui est le site du lac. Plusieurs autres lacs d’origine volcanique sont localisés à proximité vers l’est, autour de la base du volcan actif, qui est le mont Tarawera.
L’île Mokoia, tout près du centre du lac est un dôme de rhyolite. C’est probablement la plus connue des îles situées à l’intérieur d’un lac de la Nouvelle-Zélande.
Le lac Rotorua est alimenté en eau à partir de nombreuses rivières et ruisseaux, certains comme le Utuhina stream laissent s’écouler de l’eau à température plus élevée que le lac du fait de l’activité thermale dans la région de Rotorua. Au contraire les ruisseaux de la berge nord tels que les chute d'Hamura Spring et le « Awahou stream» laissent s’écouler de l’eau claire comme du cristal, qui a une température constante de 10 degrés Celsius. D’autres affluents notables comprennent le « Ngongotaha stream », fameux pour la pèche à la truite.
Malgré l’important volume d’eau s’écoulant à travers le lac Rotorua, sa faible profondeur fait qu’il est rapide à changer de couleur, spécialement à partir de l’arrivée des sédiments, qui font suite à un épisode orageux. Il est largement utilisé par les pécheurs mais moins populaire pour les sports aquatiques et les nageurs.
Le lac de Rotorua s’écoule directement dans le lac Rotoiti via le chenal Ohau au coin nord-est du lac. 
Ce chenal est navigable pour les bateaux mais est aussi apprécié par les pécheurs. 
Le chenal rejoint le delta de Mourea, une zone avec un niveau d’eau très bas. 
Ce secteur est fréquenté par les kayakistes novices et les nageurs.
En amont, la descente rapide de 900 pieds jusqu’au niveau de la mer se fait en moins de 20 km ce qui a permis de créer une zone utilisable pour les formes extrêmes de kayak et de rafting d’eau vive.
Du fait de l’activité géothermale autour du lac, comprenant des geysers actifs et des piscines de boues chaudes, le lac présente un contenu élevé en sulfures, ce qui donne aux eaux du lac une teinte inhabituelle jaune-vert.

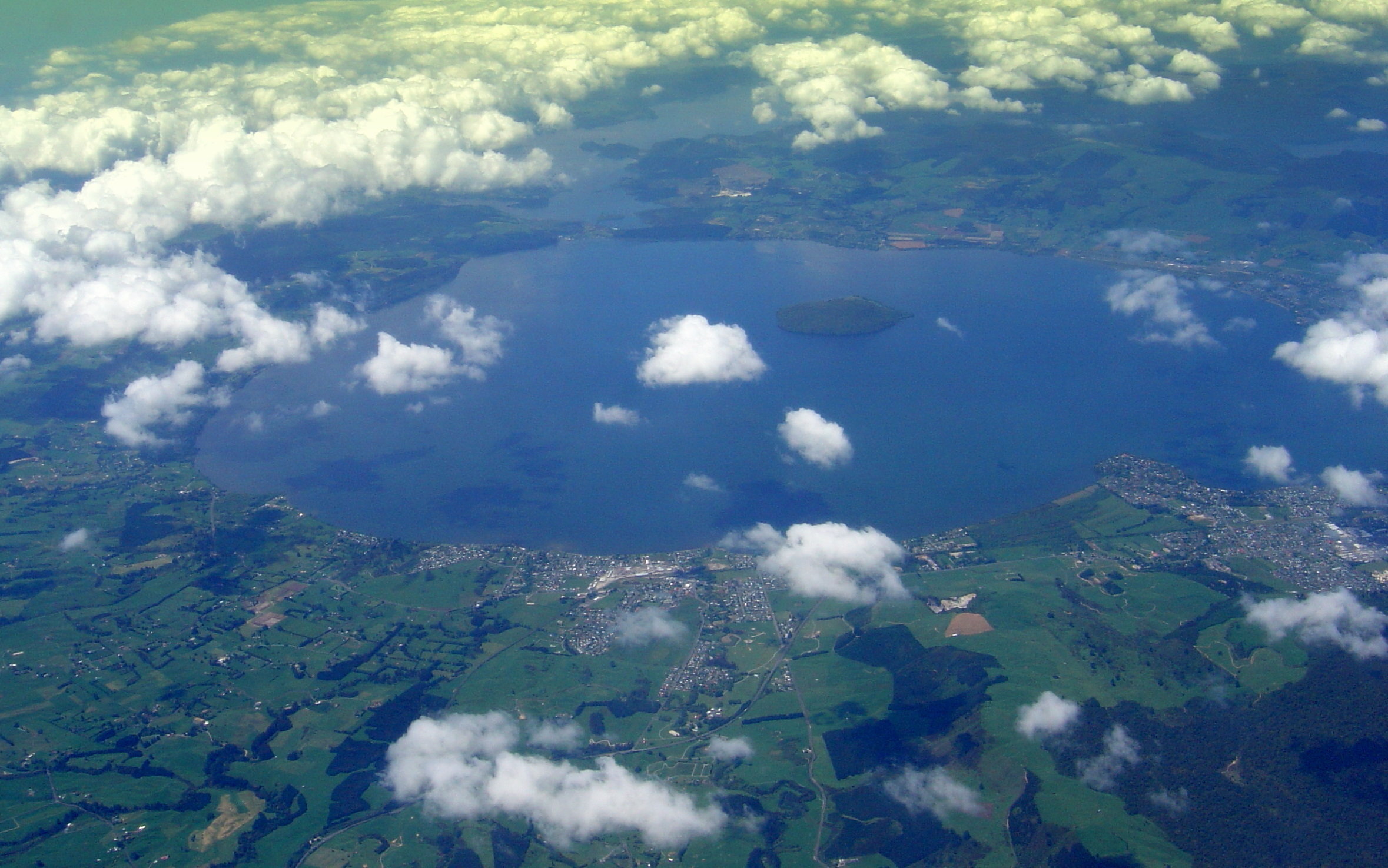
Le lac Rotorua vu des airs

À partir du lac Rotoiti, les eaux du lac Rotorua s’écoulent dans le fleuve Kaituna et dans l’océan Pacifique près de la ville de Maketu.

## Histoire
À proximité se trouvent les terrains ancestraux de l’hapu Ngati Pikiao (en) de la tribu des Te Arawa. L'île Mokoia, étroitement associée avec un des lieux les mieux connus des légendes de la mythologie maorie qui est celle de Hinemoa et Hutanekai. Elle dit que Hinemoa nagea à travers le lac vers son amoureux Tutanekai, qui vivait sur l’île de Mokoia.